# Louis Cantin
Louis Cantin, né le 15 novembre 1821 à Avignon et mort le 11 avril 1893 à Antibes, est un  violoniste, chef d'orchestre et directeur de théâtre français. Il a dirigé le Théâtre des Folies-Dramatiques (1870-1880) et le théâtre des Bouffes-Parisiens (1879-1885).

## Biographie
Louis Cantin débute à Marseille comme chef d'orchestre et violoniste. Mais un accident de chasse lui mutile le médium de la main gauche et il se trouve du jour au lendemain dans l'impossibilité de jouer, privé brusquement de son gagne-pain. Il est sans fortune personnelle. Il cherche alors autre chose pour vivre. Il entre chez un homme d'affaires à Paris. Il se révèle un homme d'affaires hors ligne et ouvre son propre cabinet.
Il achète une partie importante des actions des Folies-Dramatiques et devient directeur à la place de Théodore Moreau-Sainti (d) . Après de médiocres débuts, le succès vient avec Héloïse et Abeilard d’Anicet-Bourgeois et Francis Cornu, puis la Boîte de Pandore de Théodore Barrière, et il réalise d'énormes bénéfices, notamment avec La Fille de madame Angot en 1873 et Les Cloches de Corneville en 1877. Selon Comœdia, certains mois, les recettes des Folies-Dramatiques dépassent celles de tous les théâtres de Paris, l'Opéra compris. À la suite des succès sans précédent d’Héloïse et Abeilard, de Jeanne, Jeannette et Jeanneton de Constantin, Madame Favart, la Fille du tambour-major, etc., lorsqu’une pièce n’atteindra que sa centième représentation, on la considérera à peu près comme un four.
Il était donc déjà fort riche quand il a passé la main à Victor Blandin, pour passer des Folies aux Bouffes-Parisiens, où il renoue le succès avec la Mascotte d’Edmond Audran, créée le 29 décembre 1880. La série de ses succès se poursuit avec les Mousquetaires au couvent, Gillette de Narbonne, etc.

Au début des années 1880, sujet à des difficultés financières aux Bouffes, il se met à la recherche de nouveaux talents pour redresser les comptes de son établissement. Dans ses Souvenirs de théâtre, Albert Carré raconte la genèse de l’opérette de Louis Varney : 

« Cantin lisait et, devenu directeur de théâtre, il garda cette habitude, qui devait le distinguer de quelques-uns de ses confrères. Il aimait à relire les vieilles pièces qu’il avait accompagnées autrefois. L’habit ne fait pas le moine, un vieux vaudeville de Saint-Hilaire et Paul Duport lui rappela l’heureux temps de sa jeunesse. « Voilà, se dit-il, un bien charmant sujet d’opérette. » Il en toucha deux mots à Jules Prével, le courriériste du Figaro qui en toucha quatre à Paul Ferrier et tous deux eurent tôt fait de mettre en rimes légères cette légère partition. Les Mousquetaires au couvent étaient nés. »

En 1881, il fonde, avec Eugène Bertrand et Francis de Plunkett (d) , l'Eden-Théâtre, rue Boudreau, inauguré le 7 janvier 1883. La scène grandiose permet d'accueillir de luxueux ballets, tel Excelsior, le 7 janvier 1883, de Manzotti, monté avec un luxe inouï, qui comptera parmi les plus beaux spectacles représentés à Paris, ou Sieba de Marenco, mais les recettes, bien que convenables, ne réussissent pas à couvrir l'énormité des frais engagés, et feront de l’Eden-Théâtre « le gouffre de la rue Boudreau ».
Après avoir lancé les Lecocq, les Planquette, les Lacôme, les Audran, les Varney et tant d’autres, il a voulu à sa mort accomplir une dernière bonne œuvre, son extrême habileté en affaires ayant également fait de lui le plus gros actionnaire de L'Intransigeant, en laissant par testament, à sa mort, deux de ses nombreux immeubles et 600 000 francs, à l’Association des artistes dramatiques (d)  et l’Association des artistes musiciens (d) . Il avait également fondé plusieurs lits d’hôpitaux, faisait élever à ses frais des orphelins d’artistes, versait des pensions à certaines d’entre lorsqu’il ne les conservait pas comme pensionnaires.
De l’artiste Alexandra Mathieu, dite Sacha, qu’il avait épousée, il avait une fille, lauréate d’un premier prix de piano au Conservatoire, qui était l’épouse d’Henri Chabrillat, rédacteur du Figaro. Le nombre de notabilités artistiques venues saluer sa dépouille était tel que l’église Saint-Eugène était trop petite pour les contenir tous. Il repose au cimetière Condé.